# Meistriliiga (Eishockey) 2002/03
Die Saison 2002/03 war die 13. Spielzeit der Meistriliiga, der höchsten estnischen Eishockeyspielklasse. Meister wurde Tartu Välk 494.

## Modus
In der Hauptrunde wurden die acht Mannschaften in zwei Gruppen aufgeteilt. Jede Mannschaft absolvierte insgesamt 20 Spiele. Die drei bestplatzierten Mannschaften jeder Gruppe qualifizierten sich für die Playoffs, in denen der Meister ausgespielt wurde, wobei die Erstplatzierten jeder Gruppe direkt für das Playoff-Halbfinale qualifiziert waren. Für einen Sieg erhielt jede Mannschaft zwei Punkte, bei einem Unentschieden gab es ein Punkt und bei einer Niederlage null Punkte.

## Hauptrunde

### Gruppe A
|    | Klub                      | Sp | S  | U | N  | Tore   | Punkte |
| -- | ------------------------- | -- | -- | - | -- | ------ | ------ |
| 1. | Tartu Välk 494            | 20 | 19 | 0 | 1  | 132:33 | 38     |
| 2. | HK Karud-Monstera Tallinn | 20 | 7  | 2 | 11 | 94:96  | 16     |
| 3. | HK Central Kohtla-Järve   | 20 | 6  | 3 | 11 | 66:87  | 15     |
| 4. | HK Vipers Tallinn         | 20 | 5  | 3 | 12 | 60:93  | 13     |

Sp = Spiele, S = Siege, U = unentschieden, N = Niederlagen, OTS = Overtime-Siege, OTN = Overtime-Niederlage, SOS = Penalty-Siege, SON = Penalty-Niederlage

### Gruppe B
|    | Klub                    | Sp | S  | U | N  | Tore   | Punkte |
| -- | ----------------------- | -- | -- | - | -- | ------ | ------ |
| 1. | HK Narva 2000           | 20 | 13 | 4 | 3  | 99:48  | 30     |
| 2. | HK Stars Tallinn        | 20 | 10 | 3 | 7  | 94:81  | 23     |
| 3. | HC Panter Tallinn       | 20 | 11 | 1 | 8  | 93:75  | 23     |
| 4. | HC Visa-Tiigrid Tallinn | 20 | 1  | 0 | 19 | 50:175 | 2      |

## Playoffs

### Viertelfinale
- HK Stars Tallinn – HK Central Kohtla-Järve 4:6
- HK Karud-Monstera Tallinn – HC Panter Tallinn  2:3

### Halbfinale
- Tartu Välk 494 – HK Central Kohtla-Järve 4:0
- HK Narva 2000 – HC Panter Tallinn 4:3 n. V.

### Spiel um Platz 3
- HK Central Kohtla-Järve – HC Panter Tallinn 1:3

### Finale
- Tartu Välk 494 – HK Narva 2000 4:1